# Blau Schnee
Il Blau Schnee o Blauschnee (letteralmente "neve blu") è un ghiacciaio del Säntis, situato nei pressi del Girenspitz.

## Caratteristiche
Il ghiacciaio è di piccole dimensioni: al 2014 la sua superficie era di 0,03 km². È situato ad un'altezza di circa 2350 metri, generalmente troppo bassa per la conservazione di un ghiacciaio. L'esistenza del Blau Schnee è resa possibile dalla sua posizione coperta dalla parete nord del Säntis, dalle abbondanti precipitazioni, e dai detriti che lo ricoprono. Secondo il glaciologo Matthias Huss tuttavia i piccoli ghiacciai di questo tipo sono destinati a scomparire, anche se potrebbero resistere per una ventina d'anni rimanendo in parte protetti sotto i detriti.

## Storia

Prima illustrazione del Blau Schnee come era visibile nel 1760

La prima rappresentazione del Blau Schnee risale al 1770 ad opera del pastore e cartografo Gabriel Walser, che lo descrive in questi termini: «Verso mezzogorno, ai piedi dell'alto Säntis, c'è un altro ghiacciaio alto e ripido, lungo un'ora e mezza di viaggio, chiamato Blaue Schnee, che è coperto di neve per tutta l'estate; e solo al centro di esso si rivela il nudo ghiacciaio [...]»
Le illustrazioni e testimonianze storiche mostrano come il ghiacciaio abbia cambiato dimensione varie volte nel corso degli anni. Nella seconda metà del XX secolo il Blau Schnee aumentò di dimensioni a causa di un abbassamento delle temperature. Dal 2003 il ghiacciaio ha ripreso a ridursi, ma risulta comunque più grande di quanto lo fosse negli anni 1950.